# شامپلن، انتاریو
شامپلن، انتاریو (به انگلیسی: Champlain) یک ناحیه در کانادا است که در شهرستان‌های پرسکات و راسل واقع شده‌است.

## خصوصیات
شامپلن ۸٬۵۷۳ نفر جمعیت دارد.